# Tolkmity
Tolkmity (deutsch Tolkemüth) ist ein kleines Dorf in der polnischen Woiwodschaft Ermland-Masuren und gehört zur Gmina Olsztynek (Stadt- und Landgemeinde Hohenstein i. Ostpr.) im Powiat Olsztyński (Kreis Allenstein).

## Geographische Lage
Tolkmity liegt im Südwesten der Woiwodschaft Ermland-Masuren, 18 Kilometer südöstlich der früheren Kreisstadt Osterode in Ostpreußen (polnisch Ostróda) bzw. 22 Kilometer südwestlich der heutigen Kreismetropole Olsztyn (deutsch Allenstein).

## Geschichte
Der kleine um 1785 Tolkemit und nach 1820 Tolkemüth genannte Gutsort wurde 1874 in den Amtsbezirk Wittigwalde (polnisch Wigwałd) im Kreis Osterode in Ostpreußen eingegliedert. Im Jahre 1910 zählte Tolkemüth 28 Einwohner.
Am 30. September 1928 gab der Gutsbezirk Tolkemüth seine Eigenständigkeit auf und wurde nach Thomascheinen (polnisch Tomaszyn) eingemeindet und gleichzeitig in den Amtsbezirk Manchengut (polnisch Mańki) umgegliedert.
In Kriegsfolge kam 1945 das gesamte südliche Ostpreußen zu Polen, auch der kleine Ort Tolkemüth. Er erhielt die polnische Namensform „Tolkmity“ und ist heute eine Ortschaft im Verbund der Gmina Olsztynek (Stadt- und Landgemeinde Hohenstein i. Ostpr.) im Powiat Olsztyński (Kreis Allenstein), bis 1998 der Woiwodschaft Olsztyn, seither der Woiwodschaft Ermland-Masuren zugehörig.

## Kirche
Bis 1945 war Tolkemüth in die evangelische Kirche Wittigwalde in der Kirchenprovinz Ostpreußen der Kirche der Altpreußischen Union, außerdem in die römisch-katholische Kirche Ostróda (Osterode in Ostpreußen) eingepfarrt.
Heute gehört Tolkmity evangelischerseits zur Kirchengemeinde Olsztynek, einer Filialgemeinde der Pfarrei Olsztyn in der Diözese Masuren der Evangelisch-Augsburgischen Kirche in Polen, sowie katholischerseits zur Kirche Mańki im Erzbistum Ermland.

## Verkehr
Tolkmity ist über einen Landweg zu erreichen, der bei Elgnówko (Gilgenau) von der Kreisstraße (polnisch Droga powiatowa) DP 1232N abzweigt und bis nach Tomaszyn (Thomascheinen) führt. Eine Anbindung an den Bahnverkehr besteht nicht.